# Chrotomys
Chrotomys és un gènere de rosegadors de la família dels múrids. Les espècies d'aquest grup viuen a altituds de fins a 2.600 msnm a Luzon i illes properes (Filipines). S'alimenten de moniatos, herba i cucs de terra. El seu hàbitat natural són les selves tropicals. Tenen una llargada de cap a gropa de 15-20 cm, la cua de 9–12 cm i un pes de 115-190 g.